# Mistrzostwa Czterech Kontynentów w Łyżwiarstwie Figurowym 2013
Mistrzostwa czterech kontynentów w łyżwiarstwie figurowym 2013 – 15. edycja zawodów rangi mistrzowskiej dla łyżwiarzy figurowych z Azji, Afryki, Ameryki oraz Australii i Oceanii. Mistrzostwa odbywały się od 6 do 11 lutego 2013 w Osace.
Wśród solistów zwyciężył Kanadyjczyk Kevin Reynolds, zaś wśród par sportowych tytuł wywalczyli jego rodacy Meagan Duhamel i Eric Radford. W rywalizacji solistek triumfowała Japonka Mao Asada, natomiast w konkurencji par tanecznych złoto zdobyli reprezentanci Stanów Zjednoczonych Meryl Davis i Charlie White.

## Kwalifikacje
W zawodach mogli wziąć udział reprezentanci czterech kontynentów: Azji, Afryki, Ameryki oraz Australii i Oceanii, którzy przed dniem 1 lipca 2012 roku ukończyli 15 rok życia. W odróżnieniu od innych zawodów rangi mistrzowskiej w łyżwiarstwie figurowym, każdy kraj może wystawić 3 reprezentantów w każdej konkurencji, niezależnie od wyników osiągniętych przed rokiem.
Warunkiem uczestnictwa zawodników wytypowanych przez krajową federację jest uzyskanie minimalnej oceny technicznej (TES) na międzynarodowych zawodach ISU w sezonie bieżącym lub poprzednim. Punkty za oba programy mogą być zdobyte na różnych zawodach. ISU akceptuje wyniki, jeśli zostały uzyskane na międzynarodowych konkursach uznawanych przez ISU na co najmniej 21 dni przed pierwszym oficjalnym dniem treningowym mistrzostw.
| Minimalna ocena techniczna (TES) | Minimalna ocena techniczna (TES) | Minimalna ocena techniczna (TES) |
| Konkurencja                      | SP / SD                          | FS / FD                          |
| -------------------------------- | -------------------------------- | -------------------------------- |
| Soliści                          | 25                               | 45                               |
| Solistki                         | 20                               | 36                               |
| Pary sportowe                    | 20                               | 36                               |
| Pary taneczne                    | 18                               | 28                               |

## Kalendarium
- 8 lutego – taniec krótki, program krótki par sportowych i solistów,
- 9 lutego – program krótki solistek i program dowolny solistów,
- 10 lutego – program dowolny par sportowych i solistek, taniec dowolny,
- 11 lutego – pokazy mistrzów.

## Klasyfikacja medalowa
| L.p. | Reprezentacja     | Złoto | Srebro | Brąz | Razem |
| ---- | ----------------- | ----- | ------ | ---- | ----- |
| 1    | Kanada            | 2     | 2      | 0    | 4     |
| 2    | Japonia           | 1     | 2      | 1    | 4     |
| 3    | Stany Zjednoczone | 1     | 0      | 2    | 3     |
| 4    | Chiny             | 0     | 0      | 1    | 1     |

## Wyniki

### Soliści

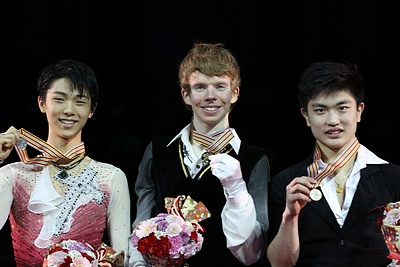
Medaliści w konkurencji solistów, od lewej Hanyū (JPN), Reynolds (CAN), Yan (CHN)

| Poz. | Zawodnik                   | Reprezentacja     | Nota łączna | SP | SP    | FS | FS     |
| ---- | -------------------------- | ----------------- | ----------- | -- | ----- | -- | ------ |
| 1    | Kevin Reynolds             | Kanada            | 250,55      | 6  | 78,34 | 1  | 172,21 |
| 2    | Yuzuru Hanyū               | Japonia           | 246,38      | 1  | 87,65 | 3  | 158,73 |
| 3    | Yan Han                    | Chiny             | 235,22      | 2  | 85,08 | 5  | 150,14 |
| 4    | Max Aaron                  | Stany Zjednoczone | 234,65      | 10 | 72,46 | 2  | 162,19 |
| 5    | Richard Dornbush           | Stany Zjednoczone | 234,04      | 3  | 83,01 | 4  | 151,03 |
| 6    | Song Nan                   | Chiny             | 228,46      | 5  | 81,16 | 6  | 147,30 |
| 7    | Daisuke Takahashi          | Japonia           | 222,77      | 4  | 82,62 | 8  | 140,15 |
| 8    | Takahito Mura              | Japonia           | 218,08      | 8  | 78,03 | 9  | 140,05 |
| 9    | Ross Miner                 | Stany Zjednoczone | 214,36      | 9  | 74,01 | 7  | 140,35 |
| 10   | Andrei Rogozine            | Kanada            | 201,99      | 11 | 70,58 | 11 | 131,41 |
| 11   | Misza Ge                   | Uzbekistan        | 201,71      | 12 | 70,26 | 10 | 131,45 |
| 12   | Dienis Ten                 | Kazachstan        | 197,26      | 7  | 78,05 | 17 | 119,21 |
| 13   | Wang Yi                    | Chiny             | 195,01      | 13 | 68,24 | 13 | 126,77 |
| 14   | Christopher Caluza         | Filipiny          | 186,79      | 16 | 58,53 | 12 | 128,26 |
| 15   | Abzał Rakymgalijew         | Kazachstan        | 185,81      | 15 | 60,83 | 14 | 124,98 |
| 16   | Michael Christian Martinez | Filipiny          | 178,08      | 14 | 64,02 | 18 | 113,46 |
| 17   | Lee June-hyoung            | Korea Południowa  | 176,39      | 18 | 55,63 | 16 | 120,76 |
| 18   | Elladj Baldé               | Kanada            | 176,33      | 20 | 51,91 | 15 | 124,42 |
| 19   | Kim Jin-seo                | Korea Południowa  | 171,01      | 17 | 58,04 | 19 | 112,97 |
| 20   | Kim Min-seok               | Korea Południowa  | 137,63      | 21 | 51,43 | 20 | 86,20  |
| 21   | Brendan Kerry              | Australia         | 134,26      | 19 | 53,37 | 21 | 80,89  |
| 22   | Jordan Ju                  | Chińskie Tajpej   | 121,11      | 22 | 42,78 | 22 | 78,33  |
| 23   | David Kranjec              | Australia         | 115,82      | 23 | 40,51 | 23 | 75,31  |

### Solistki

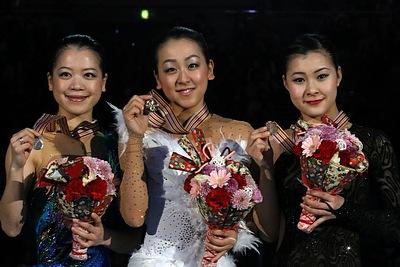
Medalistki w konkurencji solistek, od lewej Suzuki (JPN), Asada (JPN), Murakami (JPN)

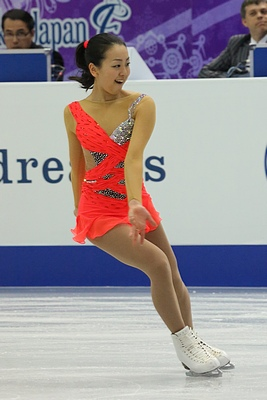
Mistrzyni Mao Asada (JPN) – program krótki

| Poz. | Zawodniczka        | Reprezentacja     | Nota łączna | SP | SP    | FS | FS     |
| ---- | ------------------ | ----------------- | ----------- | -- | ----- | -- | ------ |
| 1    | Mao Asada          | Japonia           | 205,45      | 1  | 74,49 | 1  | 130,96 |
| 2    | Akiko Suzuki       | Japonia           | 190,08      | 2  | 65,65 | 2  | 124,43 |
| 3    | Kanako Murakami    | Japonia           | 181,03      | 3  | 64,04 | 3  | 116,99 |
| 4    | Christina Gao      | Stany Zjednoczone | 176,28      | 4  | 62,34 | 5  | 113,94 |
| 5    | Zijun Li           | Chiny             | 170,42      | 10 | 54,51 | 4  | 115,91 |
| 6    | Gracie Gold        | Stany Zjednoczone | 166,66      | 5  | 60,36 | 6  | 106,30 |
| 7    | Kaetlyn Osmond     | Kanada            | 159,38      | 8  | 56,22 | 7  | 103,16 |
| 8    | Agnes Zawadzki     | Stany Zjednoczone | 158,99      | 7  | 57,45 | 8  | 101,54 |
| 9    | Amélie Lacoste     | Kanada            | 155,08      | 9  | 54,74 | 9  | 100,34 |
| 10   | Zhang Kexin        | Chiny             | 148,34      | 6  | 57,56 | 11 | 90,78  |
| 11   | Julianne Séguin    | Kanada            | 146,58      | 12 | 46,82 | 10 | 99,76  |
| 12   | Brooklee Han       | Australia         | 134,90      | 11 | 48,54 | 12 | 86,36  |
| 13   | Reyna Hamui        | Meksyk            | 123,69      | 14 | 43,72 | 13 | 79,97  |
| 14   | Chantelle Kerry    | Australia         | 118,11      | 13 | 43,93 | 14 | 74,18  |
| 15   | Crystal Kiang      | Chińskie Tajpej   | 109,15      | 18 | 37,99 | 15 | 71,16  |
| 16   | Park Yeon-jun      | Korea Południowa  | 106,79      | 15 | 39,78 | 18 | 67,01  |
| 17   | Melissa Bulanhagui | Filipiny          | 106,36      | 17 | 38,58 | 17 | 67,78  |
| 18   | Lejeanne Marais    | Południowa Afryka | 105,06      | 19 | 34,28 | 16 | 70,78  |
| 19   | Melinda Wang       | Chińskie Tajpej   | 96,95       | 16 | 39,75 | 20 | 57,20  |
| 20   | Ami Parekh         | Indie             | 88,39       | 20 | 30,07 | 19 | 58,32  |

### Pary sportowe

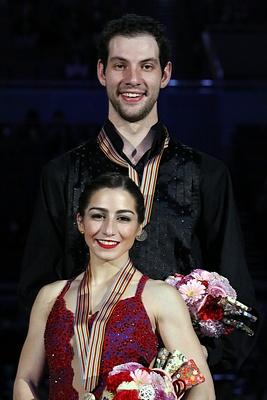
Brązowi medaliści Marissa Castelli / Simon Shnapir (USA)

| Poz. | Zawodnicy                               | Reprezentacja     | Nota łączna | SP  | SP    | FS  | FS     |
| ---- | --------------------------------------- | ----------------- | ----------- | --- | ----- | --- | ------ |
| 1    | Meagan Duhamel / Eric Radford           | Kanada            | 199,18      | 1   | 70,44 | 2   | 128,74 |
| 2    | Kirsten Moore-Towers / Dylan Moscovitch | Kanada            | 196,78      | 2   | 66,33 | 1   | 130,45 |
| 3    | Marissa Castelli / Simon Shnapir        | Stany Zjednoczone | 170,10      | 3   | 53,06 | 3   | 117,04 |
| 4    | Felicia Zhang / Nathan Bartholomay      | Stany Zjednoczone | 167,30      | 4   | 52,98 | 4   | 114,32 |
| 5    | Peng Cheng / Zhang Hao                  | Chiny             | 164,82      | 5   | 52,46 | 6   | 112,36 |
| 6    | Paige Lawrence / Rudi Swiegers          | Kanada            | 162,30      | 7   | 48.76 | 5   | 113,54 |
| 7    | Wang Wenting / Zhang Yan                | Chiny             | 145,56      | 6   | 51,26 | 7   | 94,30  |
| WD   | Alexa Scimeca / Chris Knierim           | Stany Zjednoczone | DNS         | DNS | DNS   | DNS | DNS    |

### Pary taneczne

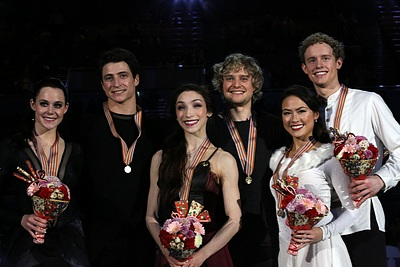
Medaliści w parach tanecznych, od lewej: Tessa Virtue / Scott Moir (CAN), Meryl Davis / Charlie White (USA), Madison Chock / Evan Bates (USA)

| Poz. | Zawodnicy                                      | Reprezentacja     | Nota łączna | SD | SD    | FD | FD     |
| ---- | ---------------------------------------------- | ----------------- | ----------- | -- | ----- | -- | ------ |
| 1    | Meryl Davis / Charlie White                    | Stany Zjednoczone | 187,36      | 2  | 74,68 | 1  | 112,68 |
| 2    | Tessa Virtue / Scott Moir                      | Kanada            | 184,32      | 1  | 75,12 | 2  | 109,20 |
| 3    | Madison Chock / Evan Bates                     | Stany Zjednoczone | 160,42      | 3  | 65,44 | 5  | 94,98  |
| 4    | Maia Shibutani / Alex Shibutani                | Stany Zjednoczone | 159,97      | 4  | 63,26 | 4  | 96,71  |
| 5    | Piper Gilles / Paul Poirier                    | Kanada            | 157,83      | 5  | 60,20 | 3  | 97,63  |
| 6    | Nicole Orford / Thomas Williams                | Kanada            | 139,10      | 7  | 53,70 | 6  | 85,40  |
| 7    | Cathy Reed / Chris Reed                        | Japonia           | 131,04      | 6  | 53,97 | 7  | 77,07  |
| 8    | Danielle O’Brien / Gregory Merriman            | Australia         | 123,88      | 8  | 48,81 | 8  | 75,07  |
| 9    | Yu Xiaoyang / Wang Chen                        | Chiny             | 108,82      | 11 | 43,17 | 9  | 65,65  |
| 10   | Anna Nagornyuk / Viktor Kowalenko              | Uzbekistan        | 107,02      | 10 | 43,32 | 10 | 63,70  |
| 11   | Emi Hirai / Marien de la Asuncion              | Japonia           | 105,56      | 9  | 44,72 | 11 | 60,84  |
| 12   | Bryna Oi / Taiyo Mizutani                      | Japonia           | 89,80       | 12 | 33,90 | 12 | 55,90  |
| 13   | Pilar Maekawa Moreno / Leonardo Maekawa Moreno | Meksyk            | 85,02       | 13 | 33,37 | 13 | 51,65  |